# Aphytis chrysomphali
Aphytis chrysomphali és una espècie d'himenòpter apòcrit de la família dels afelínids (Aphelinidae). És el parasitoide autòcton del mediterrani propi del poll roig (Chrysomphalus dictyospermi), i que va adaptar els seus hàbits en introduir el poll roig de Califòrnia (Aonidiella aurantii).

## Descripció
L'ou, de color blanquinós, ovalat i pedunculat, queda adherit a la superfície del cos de la cotxinilla per un xicotet coixinet adhesiu. Durant el procés d'incubació l'ou augmenta en grandària, fins que el cori es fragmenta i emergeix la larva. La larva, protegida per la coberta, i succionant els líquids corporals des de l'exterior, travessa tres estats larvals que poden ser reconeguts per la seua diferent grandària i per la forma de les mandíbules, a més de pel nombre d'espiracles oberts. Les exúvies larvals no poden ser detectades fàcilment amb el microscopi òptic. A mesura que la larva s'alimenta, el cos de l'hoste va decreixent fins que només queda una resta del tegument. Cap al final d'aquest estat, la larva del tercer estat travessa un curt període de prepupa, si bé en aquesta fase no s'observa ni apòlisi (separació de l'epidermis de la cutícula vella) ni ècdisi i, per tant, no es pot considerar un vertader estat malgrat que es tracta com si ho fóra. En aquest moment l'alimentació cessa, l'intestí mitjà s'uneix amb el posterior i excreta material fecal en forma de característics meconis, de color marró o negre, amb forma de barrilet. Entra en un període de repòs durant el qual té lloc la metamorfosi. La prepupa és de color blanquinós, amb l'extrem cabal més apuntat que en la fase de larva i se li poden apreciar els futurs òrgans de la pupa. La pupa està clarament aplanada dorsoventralment, sent considerablement més ampla que gruixuda. En la pupa s'observen els rudiments de les antenes, peces bucals, potes i esbossos alars. En aquesta fase es poden diferenciar els dos sexes. La coloració dels ulls de la pupa, a mesura que va madurant, passa de ser incolora a roja i finalment a verda. La pigmentació de la pupa és variable i es pot utilitzar com a caràcter taxonòmic, al costat de la forma dels meconis. L'adult emergeix de la cotxinilla o bé practicant amb les seues mandíbules un orifici d'eixida ovalat, o bé simplement espentant cap amunt l'escut quan no es troba fermament subjecte al substrat. La exúvia de la pupa es trenca en tres fragments, dels quals el fragment toràcic i el cefàlic romanen bastant íntegres. Després de l'emergència, l'adult deixa després de si la exúvia de la pupa, els meconis, la resta del cos de la cotxinilla i sovint l'orifici d'eixida en l'escut, que és la indicació inequívoca que aqueixa cotxinilla ha sigut parasitada per un membre del gènere Aphytis.

## Biologia
És un ectoparasitoide, la femella perfora l'escut amb el seu ovipositor i diposita l'ou entre l'escut i el cos del diaspídid. En general, només es desenvolupa un parasitoide per hoste. Els adults són uniparentals, pel fet que exhibeixen partenogènesi telitoca on la descendència és en la seua pràctica totalitat femella, sense la necessitat de la fecundació del mascle. La partenogènesi és induïda per un bacteri del gènere Wolbachia. Les femelles són sinovigèniques, és a dir emergeixen amb un nombre reduït d'ous (2-4 ous) i van madurant ous al llarg de la seua vida. Els adults també maten als seus hostes quan la femella adulta en perforar l'escut i cos del diaspídid per tal d'alimentar-se d'aquests. Els seus hostes principals són el poll roig (Chrysomphalus dictyospermi), el poll roig de Califòrnia (Aonidiella aurantii) i el poll roig de Florida (Aonidiella aonidum), encara que també poden parasitar altres diaspídids. Parasita principalment femelles i mascles de 2n estadi. És més abundant a la primavera i tardor.
El dimorfisme sexual en els adults està poc desenvolupat. El color del cos en tots dos casos sol ser groc, presentant en algunes espècies regions del cos més fosques i fins i tot de color marró, que són útils en la identificació. Les antenes posseeixen normalment sis artells, si bé en alguns casos tan sols s'observen cinc. El diferent nombre de sedes al tòrax, abdomen i ales, i sobretot la forma i el nombre de lòbuls de la crènula, són les característiques que s'utilitzen en la determinació dels adults.

## Control de plagues
Aquesta espècie controla de manera natural la població dels seus hostes, però no completament. Aquest himenòpter està disponible en el mercat per fer alliberaments en camp.